# Gynodiastylis vicaria
Gynodiastylis vicaria är en kräftdjursart som beskrevs av Hale 1951. Gynodiastylis vicaria ingår i släktet Gynodiastylis och familjen Gynodiastylidae. Inga underarter finns listade i Catalogue of Life.